# 伏牛山隙蛛
伏牛山隙蛛（学名：Coelotes funiushanensis）为暗蛛科隙蛛属的动物。在中国大陆，分布于河南等地。该物种的模式产地在河南。